# キーガン・アレン
キーガン・アレン（Keegan Allen、1989年7月22日- ）は、アメリカ合衆国の俳優。

## 出演作品
- 疑わしき戦い In Dubious Battle (2016)
- パロアルト・ストーリー
- #フォロー・ミー(2020)
- プリティ・リトル・ライアーズ（トビー）
- CSI:科学捜査班11